# Красноярский 95-й пехотный полк
95-й пехотный Красноярский полк — пехотная воинская часть Русской императорской армии.
Старшинство с 17 мая 1797 года. Полковой праздник— 23 апреля.

## Формирование и кампании полка

### 5-й егерский полк
Полк сформирован 29 ноября 1796 года из 4-го батальона Эстляндского егерского корпуса под названием 6-го егерского батальона. 17 мая 1797 года батальон переформирован в двухбатальонный 6-й егерский полк, который затем с 31 октября 1798 года по 3 января 1800 года назывался по именам шефов.
По возвращении в Россию полк был наименован 29 марта 1801 года 5-м егерским полком и приведён 30 апреля 1802 года в состав трёх батальонов. 10 июня 1803 года из полка выделена рота на сформирование 20-го егерского полка.
5-й егерский полк с отличием принимал участие во многих войнах против Наполеона: в кампании 1799 года в Швейцарии и Италии, в 1805 году сражался в Австрии, в 1806—1807 годах в Восточной Пруссии, в Отечественной войне 1812 года и Заграничных кампаниях 1813—1814 годов. Завершил свою боевую деятельность полк участием в войне против поляков в 1831 году.
Участвовал в Бородинском сражении, где в составе 24-й пехотной дивизии отбивал одну за другой атаки французской пехоты генералов Морана и Бруссье на батарею Раевского, к концу битвы полк потерял 20 офицеров и 712 нижних чинов.
28 января 1833 года, при переформировании пехоты, полк в полном составе был присоединён к Псковскому пехотному полку, составив 3-й, 4-й и 6-й резервный батальоны.

### Красноярский пехотный полк
6 апреля 1863 года из 4-го резервного батальона и бессрочно-отпускных был сформирован в Мариенгаузене двухбатальонный Псковский резервный пехотный полк, который 13 августа 1863 года был назван Красноярским пехотным полком и приведён в состав трёх батальонов с тремя стрелковыми ротами.
При сформировании Красноярскому полку были переданы Георгиевское знамя, Георгиевские трубы и знаки на шапки, пожалованные 5-му егерскому полку. 25 марта 1864 года полку присвоен № 95.
Во время русско-турецкой войны Красноярский полк состоял в 24-й пехотной дивизии; первоначально был назначен для охраны берега Дуная против Силистрии, но в октябре отправлен за Дунай на Шипку, где в течение полутора зимних месяцев нёс сторожевую службу в весьма тяжёлой обстановке, так как обмундирование и снаряжение его не соответствовало морозам, бурям и ветрам. Вследствие этого в полку быстро появились обмороженные нижние чины, и число их к началу декабря достигло ужасающих размеров. К 18 декабря наличный состав полка состоял только из 30 офицеров и 687 нижних чинов. За время нахождения на Шипкинском перевале полк потерял 8 офицеров и 2387 нижних чинов заболевшими. Ввиду громадных потерь полк был сменён 19 декабря с позиции и отправлен на отдых в Габрово.
Во многом вину на колоссальные потери полка и всей 24-й пехотной дивизии возлагают на её командира генерал-лейтенанта К. И. Гершельмана. «Эта дивизия, — писал очевидец шипкинской обороны Н. Бороздин, — считалась почти равной гвардии, её командир был близок ко двору и, посылая своих солдат на перевал, он рекомендовал офицерам „не нежить нижних чинов и показать шипкинцам, как должен вести себя настоящий солдат“». Сильные морозы и снежные ураганы гибельно отозвались на дивизии, «щегольски одетой» и «воспитанной на строгой опеке», но обутой и одетой не для зимней кампании в горных условиях Балкан. Потеряв в течение месяца больными и ознобившимися в трёх полках 5425 человек (из их числа почти половину потерял Красноярский полк), дивизия, получившая название «замёрзшей», в декабре 1877 года была снята с шипкинской позиции. В. И. Немирович-Данченко сообщал: «В убогом соборе в Габрово лежали ряды солдат 24-й дивизии. Это были замерзшие мученики Шипки… Замерзнувшие потому что их жизнь никому не была дорога. Шаркунам, фразерам, карьеристам не было дела до этих сотен наших тружеников».
11 апреля 1879 года полку была пожалована дополнительная надпись на знаках на шапках «и за Турецкую войну 1877 и 1878 гг.».
7 апреля 1879 года из трёх стрелковых рот и вновь образованной 16-й роты был сформирован 4-й батальон.
17 мая 1897 года, в день 100-летнего юбилея, полку пожаловано новое Георгиевское знамя с дополнительной надписью «1797—1897» и с Александровской юбилейной лентой.

## Знаки отличия полка
1. Георгиевское знамя с надписью «За отличие при усмирении Польши в 1831 г.» и «1797—1897», с Александровской юбилейной лентой
2. Георгиевские трубы с надписью «За отличие в течение кампании 1807 г. против французов»
3. Знаки на головные уборы с надписью «За отличие в 1812, 1813 и 1814 гг. и за турецкую войну 1877 и 1878 гг.».

## Командиры полка
Командиров и шефов 5-го егерского и Псковского пехотного полков см. в соответствующих статьях.
- 21.04.1863 — 18.01.1865 — полковник Нордштейн, Александр Сергеевич
- 18.01.1865 — 13.07.1868 — полковник Пригоровский, Александр Васильевич
- 13.07.1868 — 12.09.1868 — полковник Кладищев, Николай Петрович
- 12.09.1868 — 30.08.1876 — полковник Засс, Фридрих Петрович
- 11.09.1876 — 08.05.1885 — полковник Голохвастов, Владимир Петрович
- 15.05.1885 — 21.04.1892 — полковник Мек, Карл Карлович
- 26.04.1892 — 19.04.1895 — полковник Аффанасович, Виктор Константинович
- 21.05.1895 — 29.04.1896 — полковник Ольховский, Пётр Дмитриевич
- 29.04.1896 — 24.11.1899 — полковник Пыхачёв, Николай Аполлонович
- 01.12.1899 — 17.05.1903 — полковник Потоцкий, Пётр Платонович
- 29.05.1903 — 07.07.1906 — полковник Ловцов, Сергей Петрович
- 07.07.1906 — 29.03.1907 — полковник Бринкен, Леопольд Фридрихович
- 12.05.1907 — 30.05.1912 — полковник Боде, Николай Андреевич
- 30.05.1912 — 03.04.1915 — полковник (с 11.02.1915 генерал-майор) Лохвицкий, Николай Александрович
- 17.04.1915 — 26.06.1916 — полковник Елагин, Николай Владимирович
- 26.06.1916 — после 12.01.1917 — полковник Солодухин, Василий Иванович

## Отличившиеся воины полка
- Крючков, Василий Иванович — унтер-офицер, полный Георгиевский кавалер.